# 치간
《치간 M.76》(프랑스어: Tzigane)은 프랑스 작곡가 모리스 라벨이 1922년부터 1924년 사이에 작곡한 바이올린과 피아노를 위한 광시곡이다.

## 작곡 계기
헝가리 태생의 옐리 다라니(Jelly d’Arányi)를 염두에 두고 쓴 것이다.

## 관현악 편곡
본래 바이올린과 피아노를 위한 작품이나, 작곡가 자신이 1924년에 피아노 부분을 관현악으로 편곡했다. 이 편곡판은 M.76a라는 번호가 붙어 있다.